# 康吉刺鳅
康吉刺鰍為輻鰭魚綱合鰓目刺鰍亞目刺鰍科的其中一種，分布於非洲剛果河流域，體長可達43.5公分，棲息在底中層水域，屬肉食性，可做為食用魚。